# Pellouailles-les-Vignes
Pellouailles-les-Vignes – miejscowość i dawna gmina we Francji, w regionie Kraj Loary, w departamencie Maine i Loara. W 2013 roku jej populacja wynosiła 2551 mieszkańców. 
W dniu 1 stycznia 2016 roku z połączenia dwóch ówczesnych gmin – Pellouailles-les-Vignes oraz Saint-Sylvain-d’Anjou – utworzono nową gminę Verrières-en-Anjou. Siedzibą gminy została miejscowość Saint-Sylvain-d’Anjou. 